# Kościół św. Stanisława w Bielsku-Białej
Kościół św. Stanisława Biskupa i Męczennika w Bielsku-Białej – zabytkowy kościół katolicki w Bielsku-Białej, znajdujący się w dzielnicy Stare Bielsko, przy ul. św. Stanisława. Jest kościołem parafialnym (parafia św. Stanisława) i należy do diecezji bielsko-żywieckiej (Dekanat Bielsko-Biała II – Stare Bielsko). Został zbudowany w stylu gotyckim ok. roku 1380 (prawdopodobnie na miejscu jeszcze starszego) i jest najstarszą budowlą sakralną w mieście.

## Historia
W ścianie kościoła znajduje się kamień z wyrytą datą roku 1135. Jak mówi tablica pamiątkowa umieszczona przed wejściem, pod obecnym ołtarzem kościoła mają znajdować się resztki korzeni dębu, miejsca dawnego kultu pogańskiego. W świetle współczesnych badań istnienie starszej, drewnianej świątyni w miejscu dzisiejszego kościoła św. Stanisława jest bardzo prawdopodobne.

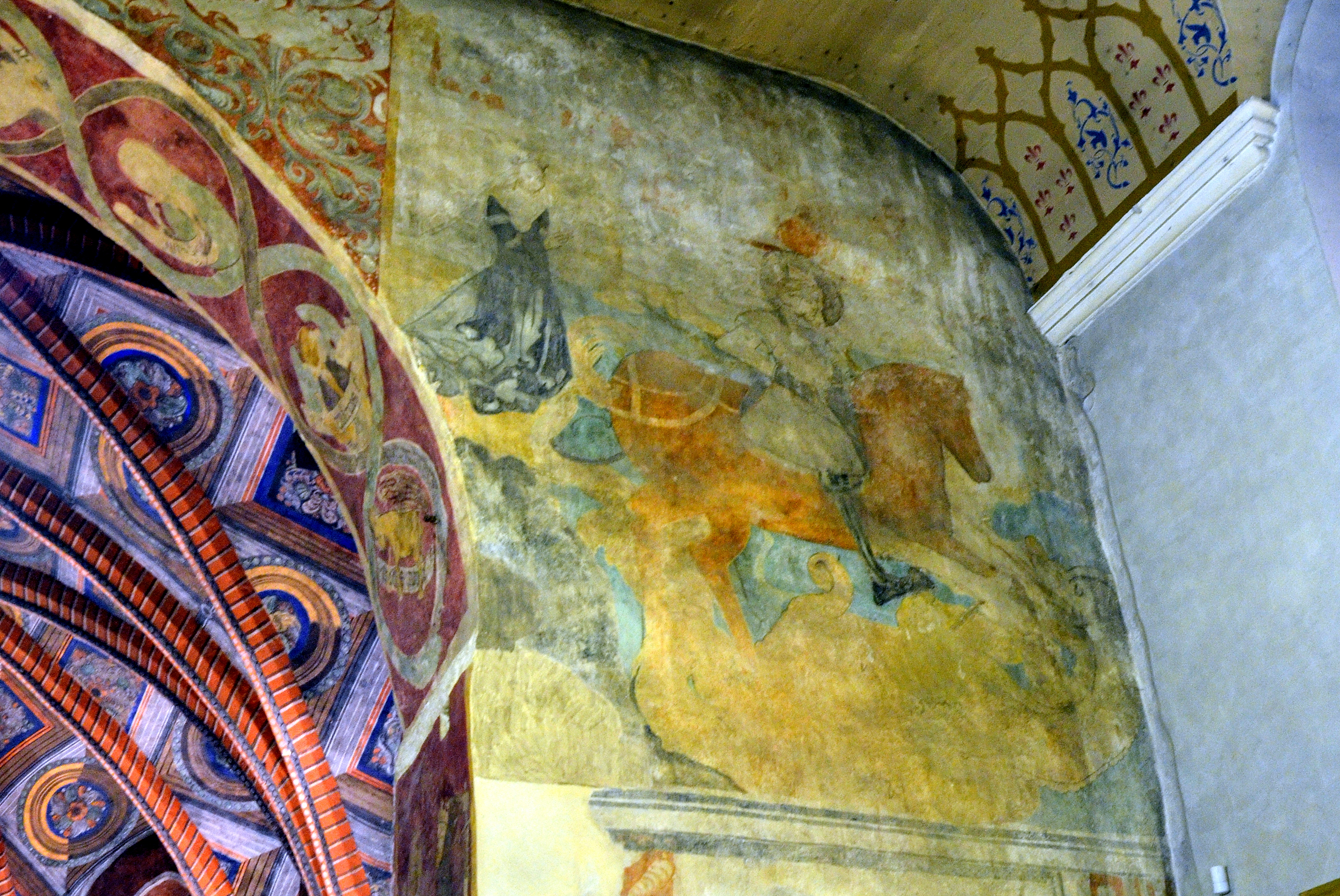
Fragment gotyckich polichromii

Obecny, murowany kościół wzniesiony został w stylu gotyckim około roku 1380. Datowanie świątyni zostało ustalone na podstawie analizy stylistyczno–formalnej obiektu, ponieważ dotychczas nie odnaleziono źródeł pisanych. Fundatorem był piastowski książę cieszyński Przemysław I Noszak. Wezwanie parafii – św. Stanisław, będący patronem diecezji krakowskiej i Królestwa Polskiego – wskazuje na bliskie związki fundatora z Polską.
Początkowo był to kościół parafialny zarówno dla wsi Bielsko (późniejsze Stare Bielsko), jak i miasta Bielska, położonego kilka kilometrów na południowy wschód. W 1447 r. w mieście erygowano parafię św. Mikołaja, w skład której weszła parafia starobielska, i zbudowano tam nowy kościół (dzisiejsza katedra). Odtąd kościół św. Stanisława był kościołem filialnym bielskiej parafii.
W pierwszej połowie XV wieku do nawy po stronie zachodniej dobudowano wieżę, a w 1555 r. świątynia otrzymała renesansową polichromię i nowy dzwon.
W 1560 r. w związku z uznaniem luteranizmu za oficjalne wyznanie księstwa cieszyńskiego kościół w Starym Bielsku przeszedł w ręce ewangelików. Trzy lata później prezbiterium wyposażono w gotyckie stalle ozdobne. Do katolików świątynia powróciła w 1654 r., w okresie kontrreformacji. Wówczas została odnowiona i ozdobiona ludowo–barokową polichromią o tematyce pasyjnej, wykonaną zapewne przez miejscowych malarzy cechowych.
Wygląd kościoła w drugiej połowie XVII w. znany jest z dwóch zachowanych opisów wizytacyjnych. Pierwszy z nich, wykonany w 1679 r. przez dziekana namysłowskiego, Bartolomeusa Joanstona podaje, że jest to budowla murowana, usytuowana pośrodku cmentarza otoczonego murem, która posiada wejścia dobrze obwarowane, okna zdrowe, krzyż w środku kościoła (na belce tęczowej) oraz dwa drewniane świeczniki. Drugi opis, znacznie obszerniejszy, sporządził archidiakon Martinus Stephetius w latach 1687-88. Autor stwierdził w nim, że w świątyni były trzy ołtarze z murowanymi mensami, ambona w kształcie skrzyni, ławy w nawie i przy głównym ołtarzu oraz chrzcielnica z kamienną czarą. Nawa posiadała strop z desek, malowany. Wieżę nakrywała drewniana kopuła, pomalowana (podobnie jak sygnaturka) na kolor czerwony. Na wieży były trzy dzwony.
W 1773 r. Jerzy Szubert odnowił chór muzyczny, o czym informuje napis na belce.
Z okazji jubileuszu 700-lecia założenia parafii w latach 1830-1833 – proboszcz bielskiej parafii św. Mikołaja, ks. dr Mateusz Opolski, przeprowadził generalny remont świątyni. Nadbudowano wieżę o jedną kondygnację i zamieniono kopułę na spiczasty hełm. Zamurowano wejście do wieży od południa i wzniesiono przybudówkę ze schodami na chór muzyczny. Dobudowano także nową kaplicę zmarłych (repozytorium), burząc jednocześnie starą przy zakrystii. W 1893 r. nałożono obecny mały hełm z iglicą.
W latach 1929–1930 staraniem Oddziału Sztuki Śląskiego Urzędu Wojewódzkiego, przeprowadzono pierwsze prace konserwatorskie. Kolejne nastąpiły w latach 1960 (finansowane przez wojewodę), 1979–1981, 1985 (obie finansowane przez Generalnego Konserwatora Zabytków) oraz etapami od 1996 r. do dziś (finansowane ze środków parafii i Urzędu Miejskiego), w ramach których kościołowi i jego otoczeniu przywracany jest dawny wygląd.
W 1953 r. została ponownie erygowana parafia św. Stanisława Biskupa Męczennika w Starym Bielsku (wówczas jeszcze osobnej wsi), chociaż starania o jej przywrócenie rozpoczęto już w 1869 r. Od roku 1992 parafia ta należy do diecezji bielsko-żywieckiej. 3 maja 1997 r. nastąpiło uroczyste przekazanie relikwii św. Stanisława biskupa z katedry wawelskiej do kościoła.

### Proboszczowie
- 1850 – 1870 Matthias Bulowski,
- 1871 – 1888 Franz Danel,
- 1889 – 1892 Julius Hoffmann,
- 1893 – 1932 dr Josef Bulowski[6]

## Architektura

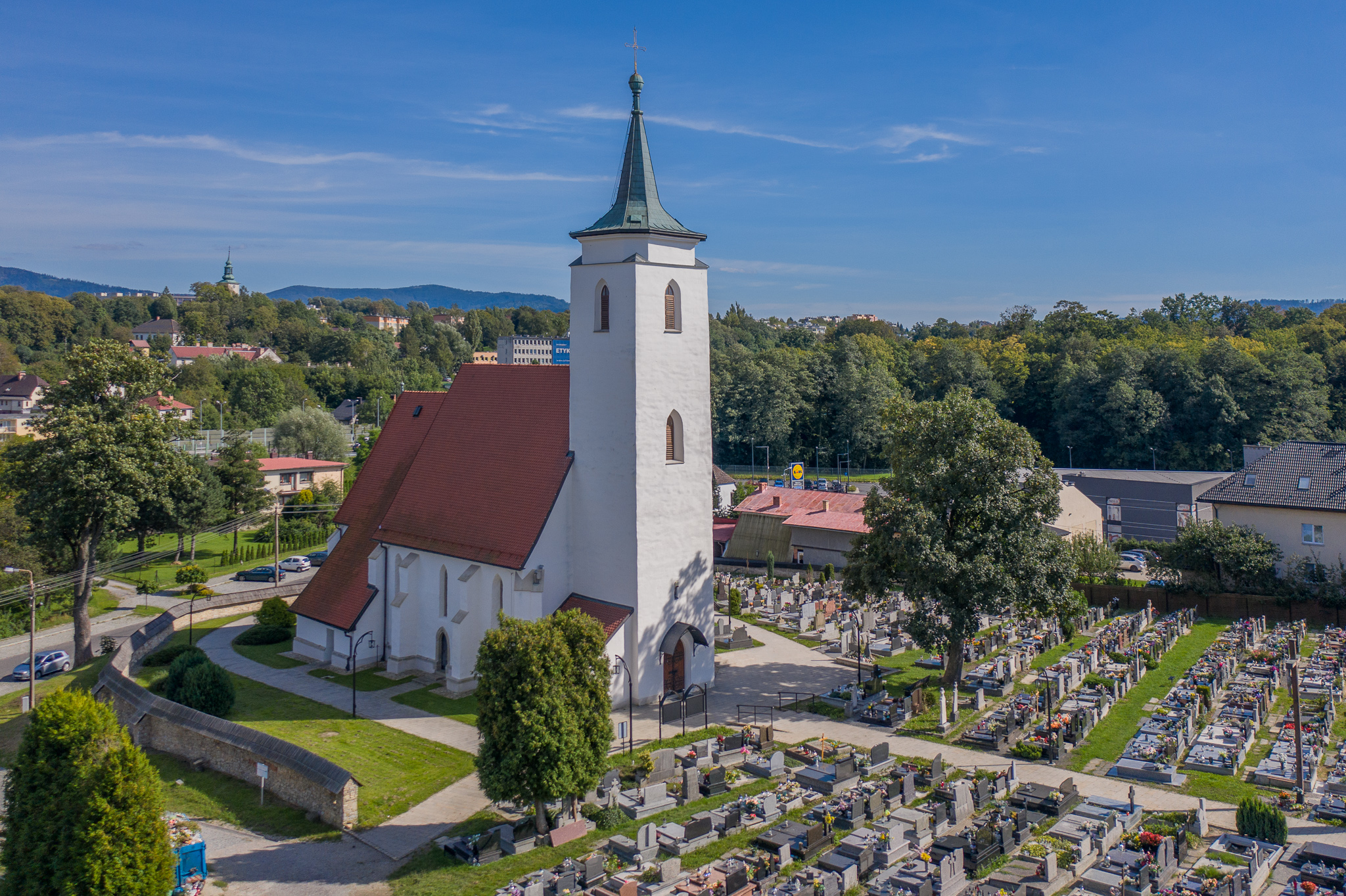
Kościół od frontu

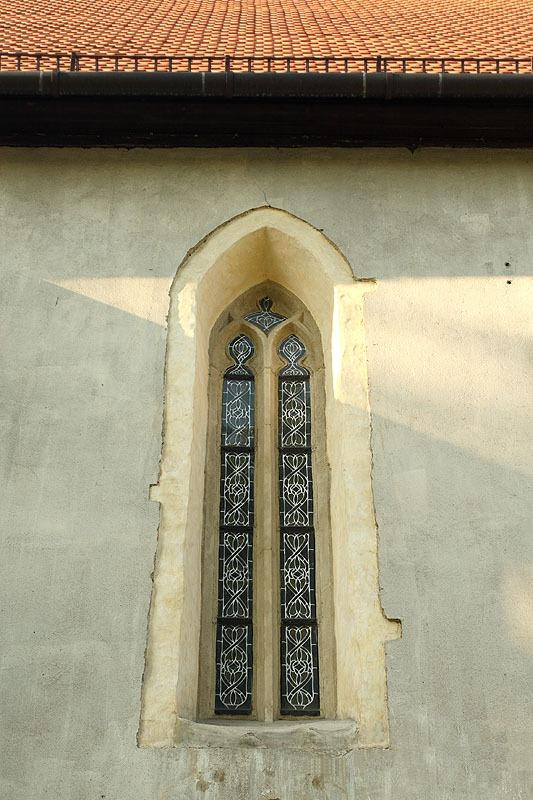
Gotyckie okno w kościele św. Stanisława

Jest to typowy wiejski kościółek o skromnej architekturze, orientowany, jednonawowy, zbudowany z kamienia łamanego i cegły. Ma wąskie, gotyckie, ostrołukowe okna z maswerkami oraz szkarpy podporowe. Wysoki, łamany dach jest dwuczęściowy.
Licząca 25 metrów wysokości wieża kryje dzwon z 1555 r. z plakietką Ukrzyżowania.
Ponadto w kościele zachowało się kilka gotyckich, kamiennych portali z XIV–XV w., a od strony zachodniej drzwi z datą 1637.
Świątynię otacza stary cmentarz typu rzędowego, użytkowany zapewne od XIII w., z kamiennym murem z wieku XV. Od wschodu prowadzi do niego gotycka brama z kutą furtą, zrekonstruowana w 2009 r. na podstawie starych rycin.

## Wnętrza

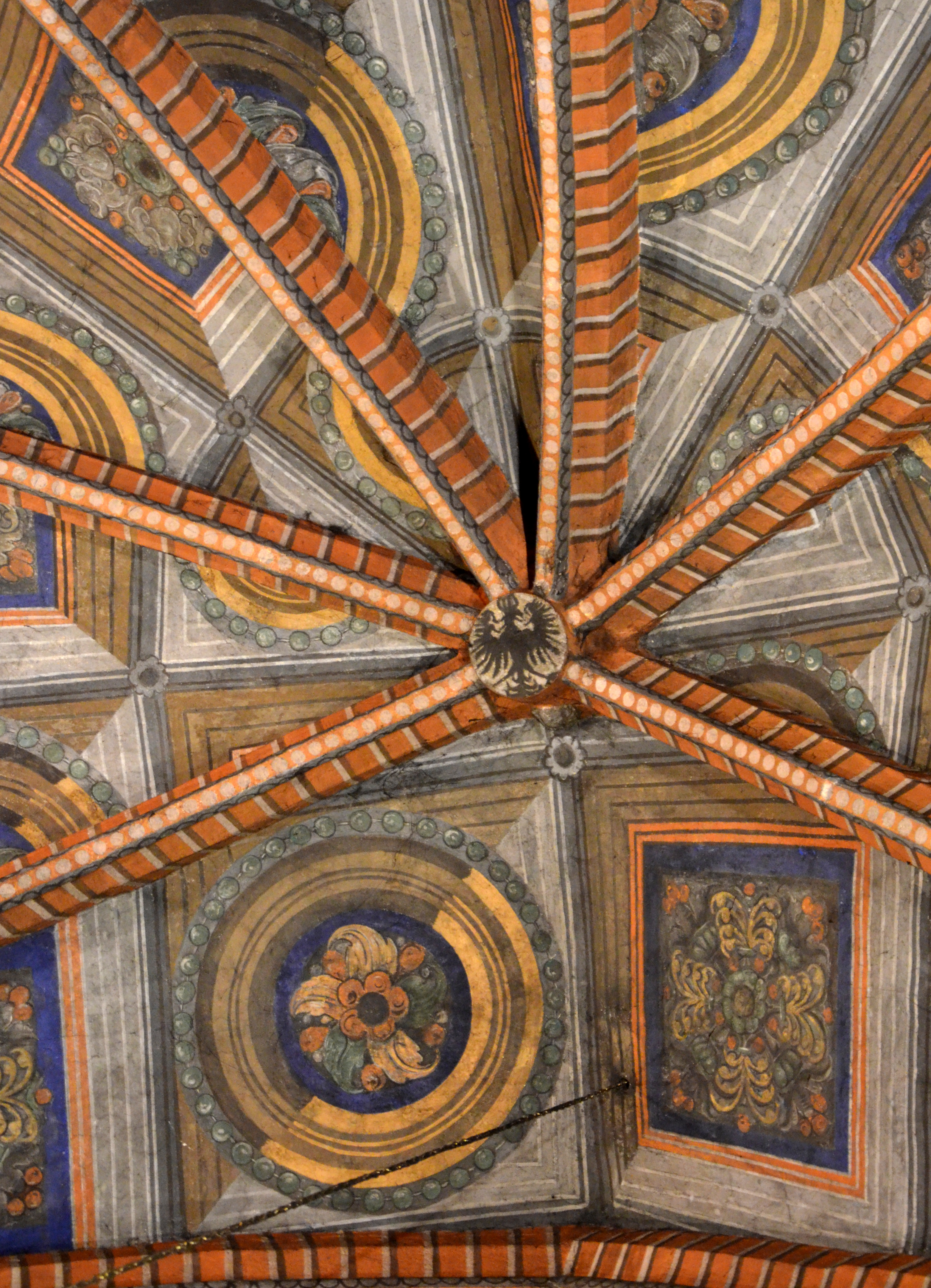
Sklepienie krzyżowo-żebrowe ze zwornikiem z orłem piastowskim

### Prezbiterium
Najcenniejszą częścią kościoła jest pięcioboczne gotyckie prezbiterium ze sklepieniem krzyżowo-żebrowym. Ceglane żebra pokryte są dekoracją ze zwornikami (w jednym z nich znajduje się orzeł piastowski) i wspornikami (jeden z nich w kształcie ludzkiej głowy). Pola między żebrami są wypełnione renesansowymi malowidłami – kasetonami i rozetami. Na elewacji prezbiterium znajduje się tablica poświęcona pochowanemu tu proboszczowi bielskiej parafii ks. Mateuszowi Opolskiemu (1780-1850).

#### Polichromia
Ściany prezbiterium pokrywają cztery warstwy polichromii.
Najstarszą z nich, jest odkryta w obszernych fragmentach, polichromia gotycka z czwartej ćwierci XIV w., malowana prawdopodobnie przez śląskich artystów z Nysy pod wyraźnym wpływem tzw. trzeciego stylu malarstwa czeskiego. Składa się z następujących przedstawień:
- w apsydzie postacie sześciu aniołów z atrybutami Męki Pańskiej, czterech nieokreślonych biskupów oraz czterech świętych – Szczepana, Wacława, Wawrzyńca i Zygmunta;
- u góry na ścianie północnej sceny: Pojmanie Chrystusa oraz Zwiastowanie NMP;
- na ścianie południowej: Niesienie Krzyża, Złożenie do grobu, Zmartwychwstanie oraz postacie czterech świętych – Barbary, Doroty, Elżbiety i Katarzyny;
- na łuku tęczowym postacie Matki Boskiej i św. Weroniki, św. Salomei i Franciszka z Asyżu.

Pozostałe fragmenty polichromii pochodzą z epok:
- renesansu (poł. XVI w.) w postaci dekoracji groteskowej;
- baroku (po 1660 r., w znacznej mierze usunięta w 1930 r.) – sceny na ścianie północnej: Ostatnia Wieczerza, Chrystus w Ogrojcu, Chrystus przed Piłatem, Koronowanie cierniową koroną, Niesienie Krzyża;
- rokoka (II poł. XVIII w.) – dwie sceny w apsydzie: Ukrzyżowanie oraz Zmartwychwstanie.

#### Tryptyk ołtarzowy

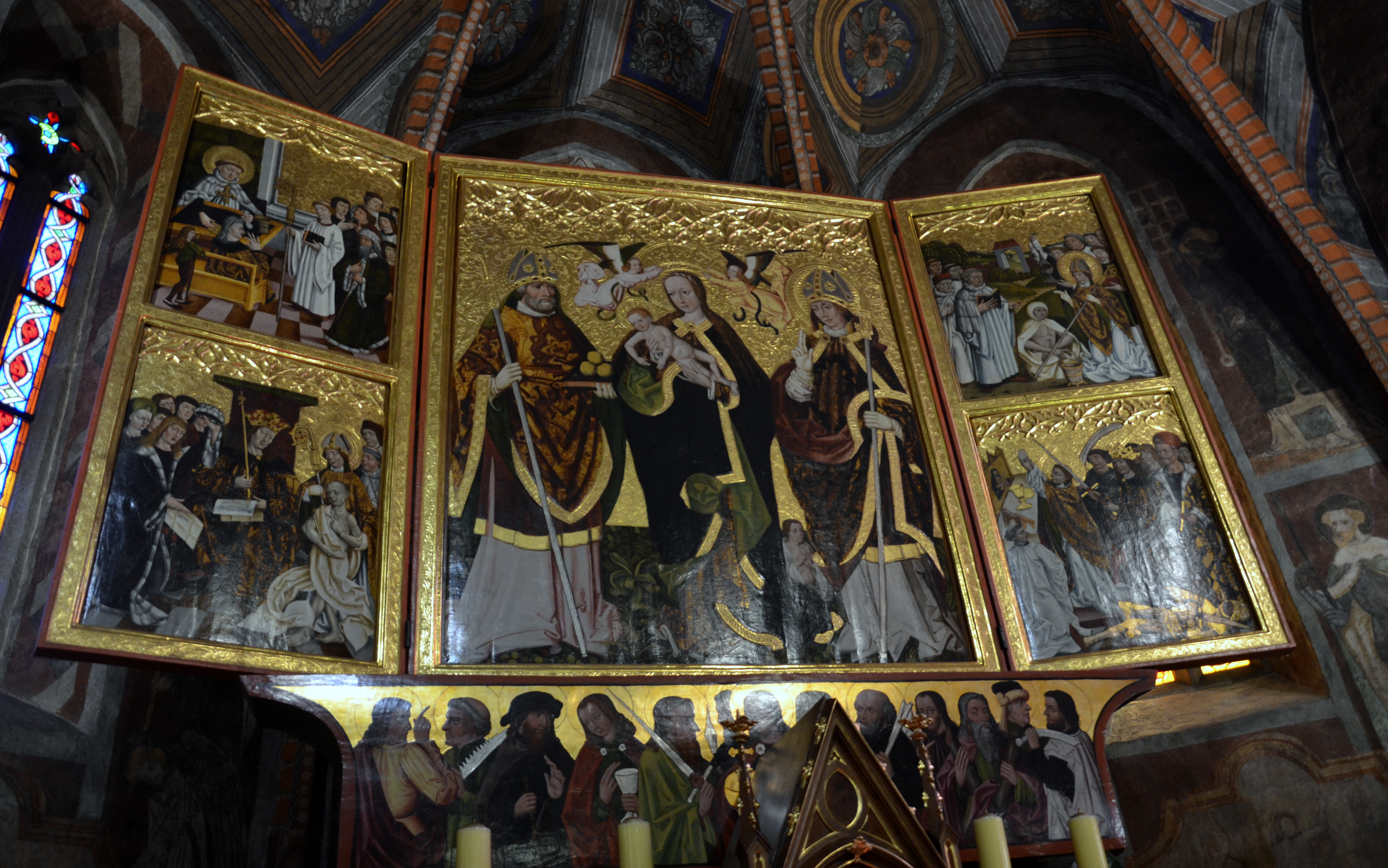
Tryptyk ołtarzowy w kościele św. Stanisława

Późnogotycki tryptyk ołtarzowy z początku XVI wieku jest pełnym przedstawieniem legendy o Świętym Stanisławie. Został on namalowany olejem na drzewie lipowym, przez „Mistrza Rodziny Marii” z Krakowa.
Na predelli przedstawiono Chrystusa i Dwunastu Apostołów, natomiast w największej, środkowej części znajduje się scena tzw. Santa Conversatione, czyli Świętej Rozmowy – Matka Boska z Dzieciątkiem w otoczeniu św. Mikołaja i św. Stanisława.
Na skrzydłach widnieje osiem scen legendy o patronie świątyni, zestawionych w porządku chronologicznym. Cykl rozpoczyna się na stronie wewnętrznej (awersie) tryptyku, widocznej przy jego otwarciu od sceny Kupno wsi na lewym skrzydle u góry. Następna chronologicznie scena – Wskrzeszenie Piotrowina, znajduje się u góry prawego skrzydła. W tym samym porządku przedstawiono u dołu sceny Sąd królewski oraz Zabójstwo św. Stanisława.
Widoczne po zamknięciu tryptyku (na rewersie) obrazy, malowane na zewnętrznej stronie skrzydeł przedstawiają następujące sceny: Ćwiartowanie zwłok, Strzeżenie zwłok. przez orły, Pogrzeb oraz Kanonizację.

#### Pozostałe zabytki

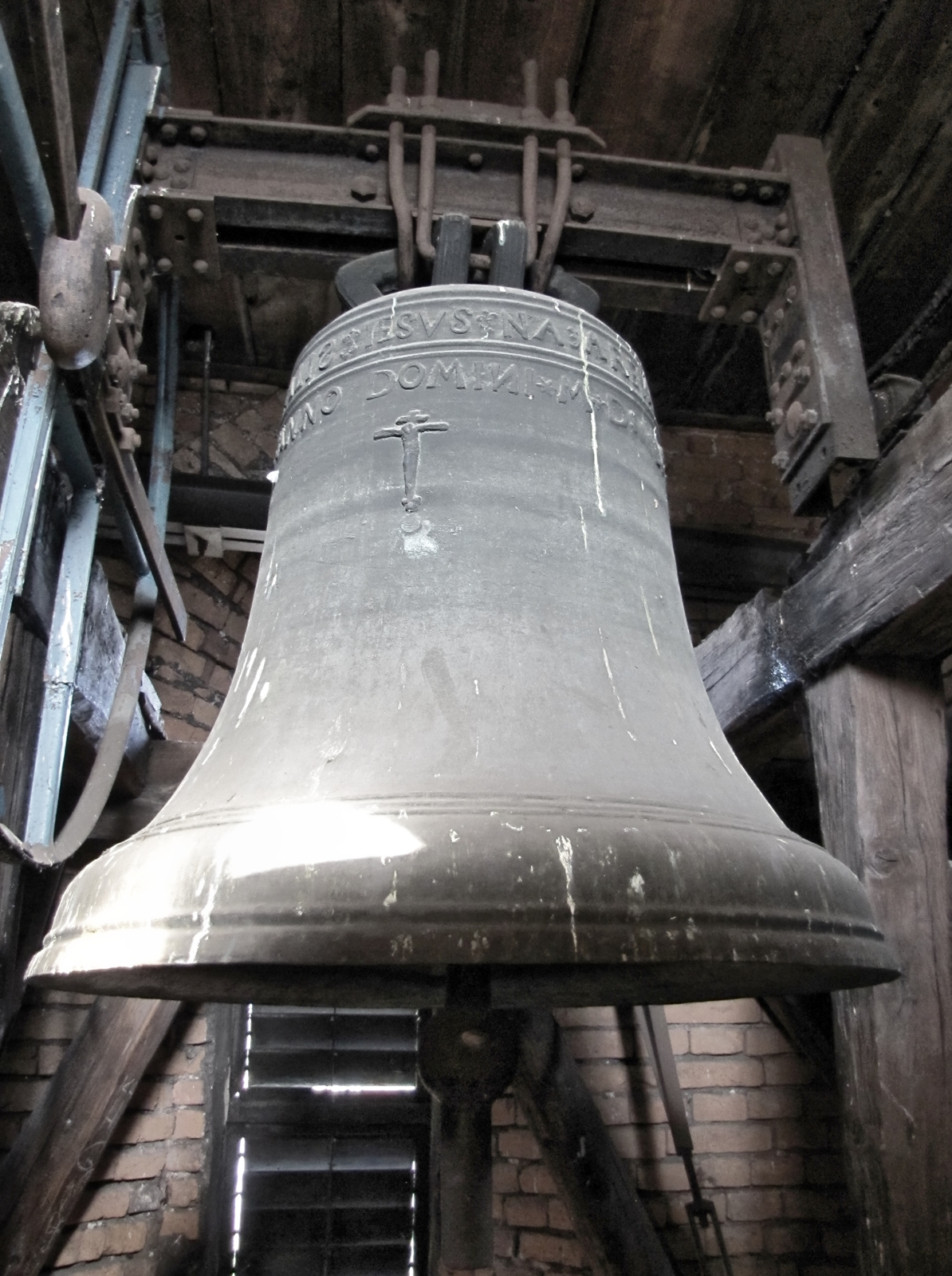
Dzwon na wieży z 1555 roku

- na łuku tęczowym sceny figuralne z XVI w.:
  - Męczeństwo św. Urszuli i jej towarzyszek płynących statkiem po Renie z rąk Hunów;
  - Walka św. Jerzego ze smokiem;
- w lewej części apsydy gotyckie sakramentarium w kształcie ostrołukowej wnęki opatrzonej kratą z drzwiczkami z ok. 1380 r.;
- gotyckie drzwi do zakrystii z ok. 1500 r.;
- para jednorzędowych stalli z 1563 r. fundacji dzwonnika Jana z Połomi;
- kamienne epitafium rycerza Jana Kecherle z Pierśćca († 1648) z czeską inskrypcją;
- kamienna chrzcielnica z malowaną drewnianą pokrywą z 1660 r.
- dzwon z 1555 roku ozdobiony blisko dolnego brzegu płaszcza delikatnym ornamentem roślinnym i datą MDLV, wyżej drobnych wymiarów odlewem Chrystusa na krzyżu, u góry zaś napisem o rozdzielnikach kształtu lilii heraldycznej: TITULUS TRUMFALIS JESUS NAZARENUS REX JUDEORUM[8]

### Nawa
Kościół św. Stanisława jest świątynią jednonawową. Nawa jest niemal kwadratowa i ma płaski, drewniany strop z malowaną sceną Wniebowzięcia z I poł. XIX w.
Zabytki nawy:
- rokokowy chór muzyczny z 1773 r. wykonany przez cieślę Jerzego Szuberta;
  - neogotyckie organy z 1831 r.;
- neogotyckie konfesjonały z 1831 r.;
- obrazy Drogi Krzyżowej z czasów przebudowy w latach 1830-1833.